# 生駒町 (名古屋市)
生駒町（いこまちょう）は、愛知県名古屋市北区の地名。現行行政地名は生駒町1丁目から生駒町7丁目。住居表示未実施。

## 地理
北区の南東部に位置するアパートの多い住宅地。小規模工場・作業場も点在する。

## 歴史

### 町名の由来
杉村町の字生駒・東井駒・中井駒・下井駒に由来する。『杉村小学校誌』によると、当地は雑草地が多く、軍馬の牧草地として使用されていたことに由来するという。

### 沿革
- 1929年（昭和4年）9月5日 - 東区杉村町（字下ノ町・五反田・生駒・下井駒・中井駒・九文目・溝又木・東井駒の各一部）の一部から東区生駒町として成立[1][5]。
- 1934年（昭和9年）7月15日 - 東区生駒町1丁目の一部を東区清水町8丁目へ分割[1]。
- 1941年（昭和16年）1月15日 - 東区杉村町字五反田を2丁目へ編入[1]。
- 1944年（昭和19年）2月11日 - 北区成立に伴い、北区生駒町となる[5][6]。

### 町名の変遷
| 実施後      | 実施年月日    | 実施前（各町名ともその一部）                                             |
| ----------- | ------------- | ------------------------------------------------------------------------ |
| 生駒町      | 1929年9月5日  | 杉村町（字下ノ町・五反田・生駒・下生駒・中井駒・九文目・溝又木・東井駒） |
| 清水町8丁目 | 1934年7月15日 | 生駒町1丁目                                                              |
| 生駒町8丁目 | 1941年1月15日 | 杉村町（字五反田）                                                       |

## 世帯数と人口
2022年（令和4年）1月1日現在の世帯数と人口は以下の通りである。
| 町丁   | 世帯数  | 人口    |
| ------ | ------- | ------- |
| 生駒町 | 703世帯 | 1,196人 |

### 人口の変遷
国勢調査による人口の推移
| 1965年（昭和40年） | 2,575人 | [ 7 ]     |  |
| 1970年（昭和45年） | 2,295人 | [ 7 ]     |  |
| 1975年（昭和50年） | 2,906人 | [ 8 ]     |  |
| 1980年（昭和55年） | 1,704人 | [ 9 ]     |  |
| 1985年（昭和60年） | 1,483人 | [ 10 ]    |  |
| 1990年（平成2年）  | 1,403人 | [ 11 ]    |  |
| 1995年（平成7年）  | 1,459人 | [ 12 ]    |  |
| 2000年（平成12年） | 1,330人 | [ WEB 6 ] |  |
| 2005年（平成17年） | 1,268人 | [ WEB 7 ] |  |
| 2010年（平成22年） | 1,212人 | [ WEB 8 ] |  |
| 2015年（平成27年） | 1,199人 | [ WEB 9 ] |  |

### 世帯数の変遷
国勢調査による世帯数の推移
| 2022年（令和2年） | 689世帯 |  |  |

## 学区
市立小・中学校に通う場合、学校等は以下の通りとなる。また、公立高等学校に通う場合の学区は以下の通りとなる。
| 丁目        | 番・番地等 | 小学校               | 中学校                 | 高等学校 |
| ----------- | ---------- | -------------------- | ---------------------- | -------- |
| 生駒町1丁目 | 全域       | 名古屋市立大杉小学校 | 名古屋市立八王子中学校 | 尾張学区 |
| 生駒町2丁目 | 全域       | 名古屋市立大杉小学校 | 名古屋市立八王子中学校 | 尾張学区 |
| 生駒町3丁目 | 全域       | 名古屋市立大杉小学校 | 名古屋市立八王子中学校 | 尾張学区 |
| 生駒町4丁目 | 全域       | 名古屋市立大杉小学校 | 名古屋市立八王子中学校 | 尾張学区 |
| 生駒町5丁目 | 全域       | 名古屋市立杉村小学校 | 名古屋市立若葉中学校   | 尾張学区 |
| 生駒町6丁目 | 全域       | 名古屋市立杉村小学校 | 名古屋市立若葉中学校   | 尾張学区 |
| 生駒町7丁目 | 全域       | 名古屋市立杉村小学校 | 名古屋市立若葉中学校   | 尾張学区 |

## 施設
- 観音寺

## 人物
- 戸田恵子 - 2歳になるまで当町に居住していたという[13]

## その他

### 日本郵便
- 郵便番号 : 462-0832[WEB 2]（集配局：名古屋北郵便局[WEB 13]）。

### WEB
1. 1 2  “町・丁目(大字)別、年齢(10歳階級)別公簿人口(全市・区別)”.   名古屋市. 2022年3月31日閲覧。
2. 1 2  “郵便番号”.  日本郵便. 2019年1月6日閲覧。
3. ↑  “市外局番の一覧”.   総務省. 2019年1月6日閲覧。
4. ↑  “愛知県名古屋市北区の町丁・字一覧”.   人口統計ラボ. 2017年10月7日閲覧。
5. ↑  名古屋市役所市民経済局地域振興部住民課町名表示係 (2015年10月21日). “北区の町名一覧”.   名古屋市. 2017年10月7日閲覧。
6. ↑  名古屋市役所総務局企画部統計課統計係 (2005年7月1日). “（刊行物）名古屋の町(大字)・丁目別人口 (平成12年国勢調査) 北区” (xls). 2017年10月8日閲覧。
7. ↑  名古屋市役所総務局企画部統計課統計係 (2007年6月29日). “平成17年国勢調査　名古屋の町(大字)別・年齢別人口 北区” (xls). 2017年10月8日閲覧。
8. ↑  名古屋市役所総務局企画部統計課統計係 (2012年6月29日). “平成22年国勢調査　名古屋の町(大字)別・年齢別人口 北区” (xls). 2017年10月8日閲覧。
9. ↑  名古屋市役所総務局企画部統計課統計係 (2017年7月7日). “平成27年国勢調査　名古屋の町(大字)別・年齢別人口” (xls). 2017年10月8日閲覧。
10. ↑  “データセット情報 国勢調査 / 令和２年国勢調査 / 小地域集計　（主な内容：基本単位区別，町丁・字別人口など） 23：愛知県”.   独立行政法人統計センター. 2022年3月31日閲覧。
11. ↑  “市立小・中学校の通学区域一覧”.   名古屋市 (2018年11月10日). 2019年1月14日閲覧。
12. ↑  “平成29年度以降の愛知県公立高等学校（全日制課程）入学者選抜における通学区域並びに群及びグループ分け案について”.   愛知県教育委員会 (2015年2月16日). 2019年1月14日閲覧。
13. ↑  郵便番号簿 平成29年度版 - 日本郵便. 2019年01月06日閲覧 (PDF)

### 文献
1. 1 2 3 4  名古屋市北区役所市民室編 1979, p. 53.
2. 1 2  「角川日本地名大辞典」編纂委員会編 1989, p. 1449.
3. ↑  北区制50周年記念事業実行委員会編 1994, p. 539.
4. ↑  名古屋市北区役所市民室編 1979, p. 5.
5. 1 2  「角川日本地名大辞典」編纂委員会編 1989, p. 137.
6. ↑  北区制50周年記念事業実行委員会編 1994, p. 297.
7. 1 2  名古屋市総務局行政企画部統計課 1971, p. 21.
8. ↑  名古屋市総務局統計課 1976, p. 19.
9. ↑  名古屋市総務局統計課 1981, p. 25.
10. ↑  名古屋市総務局統計課 1986, p. 29-30.
11. ↑  名古屋市総務局企画部統計課 1991, p. 14.
12. ↑  名古屋市総務局企画部統計課 1996, p. 39.
13. ↑  戸田恵子 2014, pp. 104–105.

### 統計資料
- 名古屋市総務局企画室統計課 編『昭和31年版 名古屋市統計年鑑』名古屋市、1957年。全国書誌番号:51004953。
- 名古屋市総務局企画部統計課 編『昭和41年版 名古屋市統計年鑑』名古屋市、1967年。全国書誌番号:51004953。
- 名古屋市総務局統計課 編『昭和51年版 名古屋市統計年鑑』名古屋市、1977年。全国書誌番号:77007026。
- 名古屋市総務局統計課 編『昭和60年国勢調査 名古屋の町・丁目別人口（昭和60年10月1日現在）』名古屋市役所、1986年。
- 名古屋市総務局企画部統計課 編『平成2年国勢調査 名古屋の町（大字）別・年齢別人口（平成2年10月1日現在）』名古屋市役所、1994年。全国書誌番号:94045412。
- 名古屋市総務局企画部統計課 編『平成7年国勢調査 名古屋の町（大字）・丁目別人口（平成7年10月1日現在）』名古屋市役所、1996年。全国書誌番号:96059807。